# Grand Prix Japonska 2005

## Grand Prix Japonska
XXXII Fuji Television Japanese Grand Prix

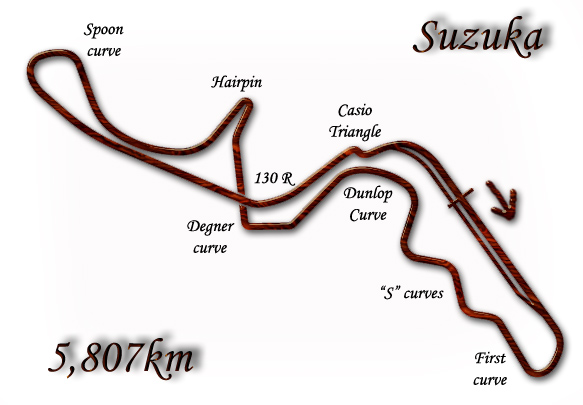

- 9. říjen 2005
- Okruh Suzuka
- 53 kol x 5,807 km = 307,573 km
- 749. Grand Prix
- 9. vítězství Kimi Raikkonena
- 148. vítězství pro McLaren

## Výsledky
| Pozice | Jezdec               | Vůz            | Čas         |
| ------ | -------------------- | -------------- | ----------- |
| 1      | Kimi Räikkönen       | McLaren MP4/20 | 1:29:02,212 |
| 2      | Giancarlo Fisichella | Renault R 25   | á 0:01,633s |
| 3      | Fernando Alonso      | Renault R 25   | á 0:17,456s |
| 4      | Mark Webber          | Williams FW 27 | á 0:22,274s |
| 5      | Jenson Button        | B.A.R 007      | á 0:29,507s |
| 6      | David Coulthard      | Red Bull RB 1  | á 0:31,601s |
| 7      | Michael Schumacher   | Ferrari F 2005 | á 0:34,698  |
| 8      | Ralf Schumacher      | Toyota TF 105B | á 0:49,548  |
| 9      | Christian Klien      | Red Bull RB 1  | á 0:51,925  |
| 10     | Felipe Massa         | Sauber C 24    | á 0:57,509  |
| 11     | Rubens Barrichello   | Ferrari F 2005 | á 1:00,633  |
| 12     | Jacques Villeneuve   | Sauber C 24    | á 1:23,221  |
| Dis    | Takuma Sató          | B.A.R 007      | á 1 kolo    |
| 13     | Tiago Monteiro       | Jordan EJ 15B  | á 1 kolo    |
| 14     | Robert Doornbos      | Minardi PS 05  | á 2 kola    |
| 15     | Narain Karthikeyan   | Jordan EJ 15B  | á 2 kola    |
| 16     | Christijan Albers    | Minardi PS 05  | á 4 kola    |
|        | Odstoupili           |                |             |
| 9      | Antonio Pizzonia     | Williams FW 27 | Nehoda      |
| 9      | Jarno Trulli         | Toyota TF 105B | Nehoda      |
| 1      | Juan Pablo Montoya   | McLaren MP4/20 | Nehoda      |
|        | Nestartoval          |                |             |
|        | Nick Heidfeld        | Williams FW 27 |             |

- Zeleně – penalizován 25 s
- Červeně – diskvalifikován za nebezpečnou jízdu.

### Nejrychlejší kolo
- Kimi RAIKKONEN McLaren Mercedes 1'31540 - 228.372 km/h

### Vedení v závodě
- 1-12 kolo Ralf Schumacher
- 13-20 kolo Giancarlo Fisichella
- 21-22 kolo Jenson Button
- 23 kolo David Coulthard
- 24-26 kolo Michael Schumacher
- 27-38 kolo Giancarlo Fisichella
- 39-40 kolo Jenson Button
- 41-45 kolo Kimi Räikkönen
- 46-52 kolo Giancarlo Fisichella
- 53 kolo Kimi Räikkönen

### Postavení na startu
- červeně - výměna motoru / posunutí o 10 míst
- Modře – startoval z boxu

| 1. řada  | 1                    | 2                  |
|          | Ralf Schumacher      | Jenson Button      |
|          | Toyota               | BAR                |
|          | 1'46.106             | 1'46.141           |
| 2. řada  | 3                    | 4                  |
|          | Giancarlo Fisichella | Christian Klien    |
|          | Renault              | Red Bull           |
|          | 1'46.276             | 1'46.464           |
| 3. řada  | 5                    | 6                  |
|          | Takuma Sato          | David Coulthard    |
|          | BAR                  | Red Bull           |
|          | 1'46.841             | 1'46.892           |
| 4. řada  | 7                    | 8                  |
|          | Mark Webber          | Jacques Villeneuve |
|          | Williams             | Sauber             |
|          | 1'47.233             | 1'47.440           |
| 5. řada  | 9                    | 10                 |
|          | Rubens Barrichello   | Felipe Massa       |
|          | Ferrari              | Sauber             |
|          | 1'48.248             | 1'48.278           |
| 6. řada  | 11                   | 12                 |
|          | Narain Karthikeyan   | Antônio Pizzonia   |
|          | Jordan               | Williams           |
|          | 1'48.718             | 1'48.898           |
| 7. řada  | 13                   | 14                 |
|          | Christijan Albers    | Michael Schumacher |
|          | Minardi              | Ferrari            |
|          | 1'50.843             | 1'52.676           |
| 8. řada  | 15                   | 16                 |
|          | Robert Doornbos      | Fernando Alonso    |
|          | Minardi              | Renault            |
|          | 1'52.894             | 1'54.667           |
| 9. řada  | 17                   | 18                 |
|          | Kimi Räikkönen       | Juan Pablo Montoya |
|          | McLaren              | McLaren            |
|          | 2'02.309             | - -- ---           |
| 10. řada | 19                   | 20                 |
|          | Jarno Trulli         | Tiago Monteiro     |
|          | Toyota               | Jordan             |
|          | - -- ---             | - -- ---           |
| -------- | -------------------- | ------------------ |

### Zajímavosti
- V závodě představen vůz Toyota TF 105B